# Вольтерра (місячний кратер)
Кра́тер Вольте́рра (лат. Volterra) — стародавній великий метеоритний кратер у північній півкулі зворотного боку Місяця. Назва присвоєно в честь італійського математика і фізика Віто Вольтерри (1860—1940) й затверджено Міжнародним астрономічним союзом у 1970 році. Утворення кратера відбулось у нектарському періоді.

## Опис кратера

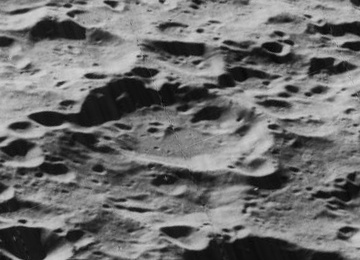
Світлина зонда Lunar Orbiter 5

Найближчими сусідами кратера є Яблочков на північному заході; кратер Олів'є на північному сході и кратер Бекеші на південному заході. Селенографічні координати центра кратера 56°33′ пн. ш. 131°38′ сх. д. / 56.55° пн. ш. 131.64° сх. д., діаметр 55,1 км, глибина 2,4 км.
Вал кратера є суттєво зруйнований і перекривається безліччю кратерів різного розміру. Північно-східна, південна і західна частини валу перекриті невеликими кратерами. Середня висота валу кратера над навколишньою місцевістю становить 1140 м, об'єм кратера становить приблизно 2200 км³. Дно чаші, порівняно рівне у східній частині і пересічене у західній частині, поцятковане безліччю кратерів різного діаметра.

## Сателітні кратери

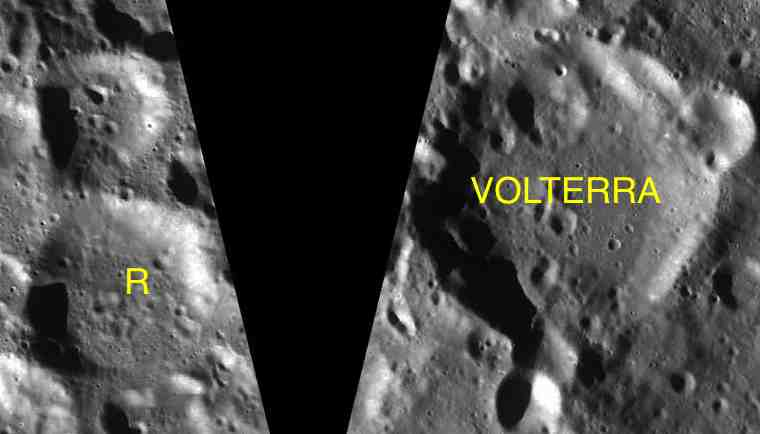
Фрагменти карт LAC-16, LAC-17.

| Вольтерра | Координати                                                  | Діаметр, км |
| --------- | ----------------------------------------------------------- | ----------- |
| R         | 55°58′ пн. ш. 128°55′ сх. д. / 55.96° пн. ш. 128.91° сх. д. | 32,6        |